# San Pablo Atzompa
San Pablo Atzompa är en ort i Mexiko.   Den ligger i kommunen Metlatónoc och delstaten Guerrero, i den sydöstra delen av landet, 260 km söder om huvudstaden Mexico City. San Pablo Atzompa ligger 2 181 meter över havet och antalet invånare är 1 252.
Terrängen runt San Pablo Atzompa är varierad, och sluttar söderut. Runt San Pablo Atzompa är det ganska glesbefolkat, med 43 invånare per kvadratkilometer. Närmaste större samhälle är San Vicente Zoyatlán, 8,4 km norr om San Pablo Atzompa. I omgivningarna runt San Pablo Atzompa växer huvudsakligen savannskog.